# Jaroslav Zajíček
Jaroslav Zajíček (31. května 1920, Radňovice – 5. listopadu 2002) byl československý lyžař, běžec na lyžích. Jeho jmenovec František Zajíček startoval na V. ZOH ve Svatém Mořici 1948 jako bobista.

## Lyžařská kariéra
Na V. ZOH ve Svatém Mořici 1948 skončil v běhu na lyžích na 18 km na 60. místě, v běhu na lyžích na 50 km skončil na 20. místě a ve štafetě na 4x10 km na 8. místě. Závodil za SK Nové Město na Moravě.